# Henriette Diabaté

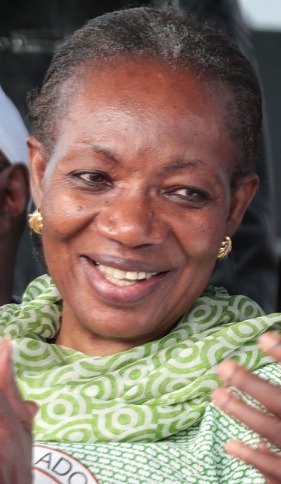
Henriette Diabaté, 2018

Henriette Rose Diagri Diabaté, kurz meist Henriette Diabaté (* 13. März 1935 in Bingerville, Abidjan, Französisch-Westafrika), ist eine ivorische Politikerin (RDR) und Historikerin. Diabaté diente der Elfenbeinküste bereits als Kulturministerin (1990–93; 2000) sowie als Justizministerin (2003–2006). Zwischenzeitlich war sie auch Generalsekretärin ihrer Partei, des Rassemblement des Républicains (RDR).

## Leben

### Ausbildung
Henriette Diagri Diabaté wurde am 13. März 1935 im Stadtteil und heutigen unabhängigen Gemeinde Bingerville der Hafenstadt Abidjan in der damaligen französischen Kolonie Westafrika geboren. Sie besuchte das Collège Moderne de Jeunes Filles in Bingerville, das Lycée Classique in Cocody und die École normale de Rufisque in Senegal. Nach ihrer Schulausbildung studierte sie Geschichte an den Universitäten in Abidjan, Dakar, Aix-en-Provence sowie an der Sorbonne, wo sie ihr Studium 1967 bzw. 1968 abschloss. Nach ihrem Studienabschluss lehrte sie von 1968 bis 1995 an der Universität Abidjan, an der sie sich 1984 auch in ihrem Fach promovierte.

### Politische Karriere
Diabaté war bereits in den achtziger Jahren der Parti Démocratique de Côte d’Ivoire (PDCI), die aus der antikolonialen Rassemblement Démocratique Africain hervorgegangen war. Unter Premierminister Alassane Ouattara war Diabaté ins Kabinett der Elfenbeinküste berufen worden, sie diente zwischen 1990 und 1993 als Kulturministerin.
1994 gründete Diabaté gemeinsam mit anderen Mitstreitenden eine neue Partei als Abspaltung der PDCI, das Rassemblement des Républicains (RDR). 1999, nach dem Tod des ersten Generalsekretärs der Partei, Djéni Kobina, wurde Henriette Diabaté im gleichen Jahr zur neuen Generalsekretärin der liberalen Partei gewählt.
Im Zuge der Proteste um die Annullierung der Staatsbürgerschaft des Präsidentschaftskandidaten des RDR, Alassane Ouattara, wurde mehrere Politiker des RDR – inklusive Diabaté – beschuldigt, für die Proteste und die damit verbundene Gewalt verantwortlich zu sein, und am 27. Oktober festgenommen. Beim Weihnachtsputsch am 23. Dezember 1999 war eine der Forderungen der Rebellen die Freilassung der RDR-Politiker. Präsident Henri Konan Bédié lehnte die Forderungen ab, am 24. Dezember übernahmen die Rebellen die Macht und entließen die Gefangenen. Anschließend diente Diabaté in der Übergangsregierung unter Robert Guéï erneut als Ministerin für Kultur und die Frankophonie.
Zwischen 2003 und 2005 war Diabaté erneut in der Regierung vertreten, sie leitete das Ressort für Justiz.
Am 18. Mai 2011 ernannte der 2011 in einer umstrittenen Wahl gewählte Staatspräsident Alassane Ouattara – ebenfalls Mitglied des RDR – Diabaté zur Großkanzlerin des Ivorischen Nationalordens. Sie war (und ist) damit die erste Frau, die dieses Amt ausübt. Allgemein galt Diabaté lange als „Nummer 2“ des RDR nach Ouattara.

### Privat
Diabaté war mit Lamine Diabaté, einem ehemaligen ivorischen Staatsminister, verheiratet, ist inzwischen verwitwet und hat mit diesem fünf Kinder.